# Agrochola serina
Agrochola serina là một loài bướm đêm trong họ Noctuidae.